# David Puig Currius
David Puig Currius   (la Garriga, 7 de desembre de 2001) és un golfista professional català. Va abandonar la seva carrera universitària per convertir-se en professional, unint-se al torneig saudí LIV Golf Tour, l'any 2022.

## Carrera amateur
Puig va tenir una exitosa carrera juvenil i va jugar per Espanya a la Copa del Món de golf júnior al Japó, on va guanyar la plata el 2018 i el bronze el 2019. Va representar Europa a la Junior Ryder Cup 2018. Puig va acabar tercer a l'Europeu Amateur 2021, darrere de Christoffer Bring i Ludvig Åberg.
El 2019, Puig es va matricular a la Universitat Estatal d'Arizona i va començar a jugar a golf universitari amb l'equip de golf masculí Arizona State Sun Devils. En el seu cinquè torneig universitari, va guanyar el Southwestern Invitational de 2021 per un rècord de nou cops, i després va defensar el seu títol el 2022.
Puig també va jugar l'Arnold Palmer Cup el 2020 i el 2021, acabant ambdues proves amb un resultat individual de 3-1. Va ser guardonat com a Jugador Català de l'Any el 2021 per l'Associació Catalana de Periodistes de Golf.
L'any 2022, l'equip Sun Devils de Puig va arribar a la final del Campionat de la NCAA. Va ser convidat al torneig inaugural de la LIV Golf Invitational Series al Centurion Club, juntament amb el seu company amateur Ratchanon Chantananuwat.

## Carrera professional
Puig es va convertir en professional el setembre de 2022. Es va unir a LIV Golf, fent la seva primera aparició com a professional al LIV Golf Invitational Chicago, després d'haver jugat en dues proves com a amateur. També es va unir a la gira asiàtica. En la primera competició de la gira, la Sèrie Internacional inaugural del Marroc al Royal Golf Dar Es Salam de Rabat, va arribar a liderar la tercera ronda, que va finalitzar en 3a posició, dos cops darrere de Jazz Janewattananond.
Puig va entrar a formar part de l'equip Torque GC de la LIV Golf League 2023, al costat de Joaquín Niemann, Sebastián Muñoz i Mito Pereira. Va ser el jugador més jove de la llista de LIV Golf 2023. Torque va guanyar els esdeveniments per equips a Orlando, Washington, Andalusia i Greenbrier. L'octubre de 2023, va registrar la seva primera victòria com a professional, al torneig de la Sèrie Internacional de Singapur a l'Asian Tour, on va liderar el torneig des de bon començament i va guanyar per cinc cops de marge.
Va ser un dels esportistes dels Països Catalans als Jocs Olímpics d'Estiu de 2024. A la prova de golf olímpic que tingué lloc a Le Golf National, el vallesà va finalitzar en 40a posició, amb una targeta de 283 cops (1 sota par).